# 施瓦克
施瓦克（俄语：ШВАК: Шпитальный-Владимиров Авиационный Крупнокалиберный,ShVAK,“施普塔尼-弗拉基米诺夫大口径航炮”）是一种二战时期苏制的一款20毫米机炮。由波利斯·施普塔尼和赛米扬·弗拉基米诺夫设计并于1936年投产。施瓦克被安装在雅克-1战斗机、伊-153战斗机、伊-16战斗机、拉-5战斗机、拉-7战斗机、拉格-3战斗机、伊尔-2攻击机早期型以及飓风战斗机苏联自改型等多种军用机上。
施瓦克的衍生型：坦沙（羅馬化：TNSh）是安装在轻型坦克上的版本，主要型号有：T-38轻型坦克以及T-60轻型坦克。

## 概要
施瓦克机炮是7.62毫米施卡斯机关枪的放大版。最早使用独特的12.7×108mmR突缘式枪弹（由于沿用ShKAS的结构需要凸缘弹壳，与常规12.7×108mm（用于DShK重机枪）枪弹不通用）。这种机关枪于1935年投入量产，但由于难以制造，弹药通用性差以及经常卡壳导致必须分解修理的问题导致其不受军队的欢迎，在1936年停产，最终让位于性能较为稳定且通用12.7×108mm弹的UB航空機槍。后来将12.7×108mmR弹壳阔口至20mm，产生新弹20×99mmR，方便配用装药量更大的、有爆炸/破片效应的弹头。配用这种弹的ShVAK于1936年投产。弹药种类主要为三种：OZ/OZT：爆炸燃烧/爆炸燃烧曳光弹；OF/OFZ破片/破片燃烧弹（弹头外壳均有预制破片刻槽）；BZ/BZT穿甲燃烧/穿甲燃烧曳光弹（弹头为软壳夹持一枚钢芯类似反坦克炮的APCR，钢芯前有燃烧剂并有风帽）。施瓦克由于采用阔口而来的枪弹，虽然口径较大但发射药较少且弹头偏轻，初速不高（约750m/s），相对同口径的机炮而言撕裂性不足，因此在二战末期被B-20机炮、VYa-23机炮以及NS-37机炮所代替。